# Championnat d'Italie féminin de rugby à XV de 2e division 2024-2025
Navigation
2023-2024 2025-2026
Le championnat de Serie A 2024-2025 oppose les 18 équipes féminines de deuxième division de rugby à XV du pays. La compétition est programmée du 27 octobre au 1er juin.
L'équipe napolitaine du Neapolis est championne et promue en Serie A Élite.

## Format
Les 18 équipes sont réparties en 3 poules géographiques de six équipes. Dans chaque poule, les équipes se rencontrent en matchs aller-retour. Les équipes qui terminent en tête de leur poule sont qualifiées pour les demi-finales ainsi que le meilleur deuxième.
Les équipes réserves ne sont pas autorisées à participer à la phase finale. La finale est jouée sur un terrain neutre à définir.

## Liste des équipes en compétition
Par rapport à la saison précédente, on note la disparitions du club de Teramo. Le Valsugana (poule 2) a retiré son équipe réserve. Les Spartan Queens de Montegranaro (poule 3) ont déclaré forfait.
Le club du CUS L'Aquila intègre la compétition, ainsi que l'Amatori Catania Etnea.
| Poule 1                 | Poule 2              | Poule 3                      |
| ----------------------- | -------------------- | ---------------------------- |
| Amatori & Union (Milan) | Forum Iulii (Udine)  | Amatori Catania              |
| CUS Genova              | Leonessa (Calvisano) | Bisceglie                    |
| CUS Milano B            | Puma Bisenzio        | Brigantesse Librino (Catane) |
| Lions Tortona           | Riviera              | Frascati                     |
| Parabiago               | Romagna (Cesena)     | CUS L'Aquila                 |
| San Mauro               |                      | Neapolis (Naples)            |

## Résumé des résultats

### Poule 1
L'équipe qui reçoit est indiquée dans la colonne de gauche.
| Clubs           | A&U   | GEN   | MIL   | TOR  | PAR   | SM    |
| --------------- | ----- | ----- | ----- | ---- | ----- | ----- |
| Amatori & Union |       | 10-15 | 19-5  | 10-5 | 3-59  | 5-12  |
| CUS Genova      | 19-12 |       | 20-15 | 31-0 | 17-20 | 17-0  |
| CUS Milano B    | 17-12 | 5-14  |       | 14-0 | 5-19  | 36-17 |
| Tortona         | 10-8  | 11-24 | 3-22  |      | 5-35  | 19-26 |
| Parabiago       | 27-10 | 29-7  | 47-7  | 45-8 |       | 59-0  |
| San Mauro       | 13-10 | 5-24  | 19-31 | 12-7 | 12-57 |       |

|  | Victoire à domicile |  | Match nul |  | Défaite à domicile |

| Rang | Club            | J  | V  | N | D | Bo | Bd | Pm  | Pe  | Diff | Pts |
| ---- | --------------- | -- | -- | - | - | -- | -- | --- | --- | ---- | --- |
| 1    | Parabiago       | 10 | 10 | 0 | 0 | 9  | 0  | 397 | 74  | +323 | 49  |
| 2    | CUS Genova      | 10 | 8  | 0 | 2 | 4  | 1  | 188 | 107 | +81  | 37  |
| 3    | CUS Milano B    | 10 | 5  | 0 | 5 | 2  | 2  | 157 | 170 | -13  | 24  |
| 4    | San Mauro       | 10 | 4  | 0 | 6 | 0  | 1  | 116 | 265 | -149 | 17  |
| 5    | Amatori & Union | 10 | 2  | 0 | 8 | 1  | 5  | 99  | 182 | -83  | 14  |
| 6    | Tortona         | 10 | 1  | 0 | 9 | 0  | 3  | 68  | 227 | -159 | 7   |

|  | Qualifié pour les demi-finales |

### Poule 2
L'équipe qui reçoit est indiquée dans la colonne de gauche.
| Clubs         | FOR   | LEO   | PUM   | RIV   | ROM   |
| ------------- | ----- | ----- | ----- | ----- | ----- |
| Forum Iulii   |       | 12-5  | 20-19 | 27-12 | 17-28 |
| Leonessa      | 26-7  |       | 7-22  | 19-22 | 35-29 |
| Puma Bisenzio | 17-10 | 15-14 |       | 17-22 | 10-23 |
| Riviera       | 32-0  | 35-7  | 24-15 |       | 20-17 |
| Romagna       | 21-15 | 22-10 | 43-15 | 35-34 |       |

|  | Victoire à domicile |  | Match nul |  | Défaite à domicile |

| Rang | Club          | J | V | N | D | Bo | Bd | Pm  | Pe  | Diff | Pts |
| ---- | ------------- | - | - | - | - | -- | -- | --- | --- | ---- | --- |
| 1    | Riviera       | 8 | 6 | 0 | 2 | 6  | 2  | 201 | 137 | +64  | 32  |
| 2    | Romagna       | 8 | 6 | 0 | 2 | 6  | 1  | 218 | 156 | +62  | 31  |
| 3    | Forum Iulii   | 8 | 3 | 0 | 5 | 0  | 4  | 108 | 160 | -52  | 16  |
| 4    | Puma Bisenzio | 8 | 3 | 0 | 5 | 0  | 3  | 130 | 163 | -33  | 15  |
| 5    | Leonessa      | 8 | 2 | 0 | 6 | 1  | 4  | 123 | 164 | -41  | 13  |

|  | Qualifié pour les demi-finales |

### Poule 3
L'équipe qui reçoit est indiquée dans la colonne de gauche.
| Clubs               | BIS   | BRI   | CAT   | FRA   | LAQ   | NEA  |
| ------------------- | ----- | ----- | ----- | ----- | ----- | ---- |
| Bisceglie           |       | 17-15 | 3-21  | 5-60  | 7-44  | 0-28 |
| Brigantesse Librino | 27-10 |       | 12-15 | 5-32  | 41-34 | 5-56 |
| Catania             | 51-12 | 21-17 |       | 5-47  | 17-48 | 0-56 |
| Frascati            | 79-3  | 28-0  | 28-0  |       | 34-5  | 17-5 |
| L'Aquila            | 52-5  | 29-14 | 58-10 | 16-45 |       | 0-44 |
| Neapolis            | 28-0  | 28-0  | 50-0  | 22-13 | 61-0  |      |

|  | Victoire à domicile |  | Match nul |  | Défaite à domicile |

| Rang | Club            | J  | V | N | D | Bo | Bd | Pm  | Pe  | Diff | Pts |
| ---- | --------------- | -- | - | - | - | -- | -- | --- | --- | ---- | --- |
| 1    | Neapolis        | 10 | 9 | 0 | 1 | 9  | 0  | 378 | 35  | +343 | 45  |
| 2    | Frascati        | 10 | 9 | 0 | 1 | 8  | 0  | 383 | 66  | +317 | 44  |
| 3    | CUS L'Aquila    | 10 | 5 | 0 | 5 | 4  | 3  | 286 | 278 | +8   | 27  |
| 4    | Amatori Catania | 10 | 4 | 0 | 6 | 0  | 1  | 140 | 331 | -191 | 13¹ |
| 5    | I Briganti      | 10 | 2 | 0 | 8 | 0  | 5  | 136 | 270 | -134 | 5¹  |
| 6    | Bisceglie       | 10 | 1 | 0 | 9 | 0  | 0  | 62  | 405 | -343 | -4¹ |

|  | Qualifié pour les demi-finales |

Pour avoir déclaré forfait, l'Amatori Catania a reçu une pénalité de quatre points ; les Briganti et Bisceglie ont reçu deux pénalités de quatre points.

## Phase finale
|  | Demi-finales | Demi-finales |          |          | Finale           | Finale           |
|  | Demi-finales | Demi-finales |          |          | Finale           | Finale           |
|  |              |              |          |          |                  |                  |
|  | 4 et 11 mai  | 4 et 11 mai  |          |          | 25 mai, Florence | 25 mai, Florence |
|  | 4 et 11 mai  | 4 et 11 mai  |          |          | 25 mai, Florence | 25 mai, Florence |
|  | Riviera      | 7 \| 19      |          |          | 25 mai, Florence | 25 mai, Florence |
|  | Riviera      | 7 \| 19      |          |          | 25 mai, Florence | 25 mai, Florence |
|  | Neapolis     | 26 \| 29     |          |          | 25 mai, Florence | 25 mai, Florence |
|  | Neapolis     | 26 \| 29     | Neapolis | 13       |                  |                  |
|  | 3 et 11 mai  |              | Neapolis | 13       |                  |                  |
|  |              | Parabiago    | 10       |          |                  |                  |
|  | Frascati     | Parabiago    | 10       | 40 \| 20 |                  |                  |
|  | Frascati     |              |          | 40 \| 20 |                  |                  |
|  | Parabiago    | 24 \| 36     |          |          |                  |                  |
|  | Parabiago    | 24 \| 36     |          |          |                  |                  |

| Finale 25 mai | Neapolis                                                             | 13 - 10 (10 - 5) | Parabiago                                                                                      | Stade Mario Lodigiani, Florence environ 200 spectateurs Arbitre : Maria Clotilde Benvenuti |
| Finale 25 mai | Essai(s) : 2 Olivieri (33e), Maione (39e) Pénalité(s) : 1 Vano (64e) | Rapport          | Essai(s) : 2 Sandrucci (12e), Cairoli (50e) Carton(s) jaune(s) : 2 Pinetti (32e), Crespi (38e) | Stade Mario Lodigiani, Florence environ 200 spectateurs Arbitre : Maria Clotilde Benvenuti |
| Finale 25 mai |                                                                      | Rapport          |                                                                                                | Stade Mario Lodigiani, Florence environ 200 spectateurs Arbitre : Maria Clotilde Benvenuti |